# Strandfontein (Südafrika)
Strandfontein (afrikaans) ist ein Küstenort am Atlantik im Distrikt West Coast in der südafrikanischen Provinz Western Cape.
Der Ortsname leitet sich von einer Wasserstelle an der Küste ab.

## Geographie
Die Siedlung Strandfontein befindet sich auf dem Territorium der Lokalgemeinde Matzikama in der Pikkersbaai. Eigenständige (main place) Nachbarorte sind Doringbaai im Süden und im Nordosten Lutzville.
| Atlantik | Ebenhaeser, Lutzville                       | Vredendal           |
| Atlantik | Kompassrose, die auf Nachbargemeinden zeigt | Klawer              |
| Atlantik | Doringbaai, Lamberts Bay                    | Landschaft Sandveld |

## Bevölkerung
Gemäß der Volkszählung von 2011 lebten hier 431 Personen in 92 Haushalten auf 4,18 km². Davon waren 51 % schwarz, 33 % weiß und 15 % Coloureds. Als Hauptsprache gaben 69 % Afrikaans, 23 % isiXhosa und 3 % Englisch an.

## Wirtschaft
Die Ortseinwohner leben überwiegend vom Tourismus. Es gibt hier Campingunterkünfte.

## Verkehr
Die Regionalstraße R362 tangiert die Siedlung an ihrem östlichen Randbereich. Die R362 zweigt in Vredendal von der R27 ab und verläuft zunächst nach Nordwesten, wo sie im Tal des Olifants River in Lutzville nach Südwesten einschwenkt und die Richtung auf die Atlantikküste bzw. nach Strandfontein einnimmt. Von da folgt sie der Küstenlinie bis Doringbaai.
Die Bahnstrecke Sishen–Saldanha (Orex line) für den Eisenerztransport aus der Region um Dingleton im Landesinnern erreicht hier Küstennähe und verläuft östlich der Ortslage nach Süden. Da es darauf keine Personentransporte gibt, existiert auch kein Haltepunkt.

## Sehenswürdigkeiten
- Dünenlandschaften mit bizarren Felsriffen
- Walbeobachtungen
- Wildblumenblüte im August und September